# Natație la Jocurile Olimpice de vară din 2020 - 4x100 m liber (masculin)
Proba de înot 4x100 de metri liber masculin de la Jocurile Olimpice de vară din 2020 a avut loc în perioada 25-26 iulie 2021 la Tokyo Aquatics Centre.

## Recorduri
Înaintea acestei competiții, recordurile mondiale și olimpice erau următoarele:
| Record  | Atlet                            | Timp    | Loc            | Data           |
| ------- | -------------------------------- | ------- | -------------- | -------------- |
| Mondial | Statele Unite ale Americii (USA) | 3:08,24 | Beijing, China | 11 august 2008 |
| Olimpic | Statele Unite ale Americii (USA) | 3:08,24 | Beijing, China | 11 august 2008 |

## Program
Orele sunt ora Japoniei (UTC+9) 
| Data                    | Timp  | Etapă      |
| ----------------------- | ----- | ---------- |
| Duminică, 25 iulie 2021 | 19:00 | Calificări |
| Luni, 26 iulie 2021     | 10:30 | Finala     |

## Rezultate

### Calificări
Echipele cu cei mai buni opt timpi, indiferent de serie, s-au calificat în finală.
| Loc | Serie | Culoar | Țară                       | Înotători | Timp    | Note  |
| --- | ----- | ------ | -------------------------- | --- | ------- | ----- |
| 1   | 1     | 5      | Italia                     | - Alessandro Miressi (47,46) - Santo Condorelli (47,90) - Lorenzo Zazzeri (47,29) - Manuel Frigo (47,64)         | 3:10,29 | C, RN |
| 2   | 2     | 4      | Statele Unite ale Americii | - Brooks Curry (48,84) - Blake Pieroni (47,71) - Bowen Becker (47,59) - Zach Apple (47,19)                       | 3:11,33 | C     |
| 3   | 2     | 5      | Australia                  | - Cameron McEvoy (49,18) - Zac Incerti (47,64) - Alexander Graham (48,44) - Kyle Chalmers (46,63)                | 3:11,89 | C     |
| 4   | 1     | 6      | Franța                     | - Clément Mignon (48,58) - Maxime Grousset (47,41) - Charles Rihoux (48,27) - Mehdy Metella (48,09)              | 3:12,35 | C     |
| 5   | 1     | 3      | Brazilia                   | - Breno Correia (48,67) - Pedro Spajari (48,15) - Gabriel Santos (48,43) - Marcelo Chierighini (47,34)           | 3:12,59 | C     |
| 6   | 2     | 6      | Ungaria                    | - Kristóf Milák (48.56) - Szebasztián Szabó (48,44) - Richárd Bohus (48,27) - Nándor Németh (47,46)              | 3:12,73 | C     |
| 7   | 2     | 2      | Canada                     | - Brent Hayden (48,51) - Joshua Liendo (47,67) - Ruslan Gaziev (49,04) - Yuri Kisil (47,78)                      | 3:13,00 | C     |
| 8   | 1     | 4      | COR                        | - Vladislav Grinev (48,39) - Andrey Minakov (47,48) - Vladimir Morozov (48,13) - Aleksandr Shchegolev (49,13)    | 3:13,13 | C     |
| 9   | 2     | 3      | Marea Britanie             | - Matthew Richards (48,23) - James Guy (48,03) - Joe Litchfield (49,41) - Jacob Whittle (47,50)                  | 3:13,17 |       |
| 10  | 1     | 7      | Serbia                     | - Velimir Stjepanović (48,74) - Andrej Barna (47,50) - Uroš Nikolić (48,94) - Nikola Aćin (48,53)                | 3:13,71 | RN    |
| 11  | 1     | 8      | Polonia                    | - Karol Ostrowski (48,67) - Kacper Majchrzak (49,02) - Konrad Czerniak (48,51) - Jakub Kraska (47,68)            | 3:13,88 | RN    |
| 12  | 2     | 1      | Olanda                     | - Nyls Korstanje (49,15) - Stan Pijnenburg (47,35) - Thom de Boer (49,39) - Jesse Puts (48,18)                   | 3:14,07 |       |
| 13  | 1     | 1      | Japonia                    | - Katsumi Nakamura (48,56) - Shinri Shioura (48,63) - Akira Namba (48,66) - Kaiya Seki (48,59)                   | 3:14,44 |       |
| 14  | 2     | 7      | Elveția                    | - Roman Mityukov (48,46) - Nils Liess (49,17) - Noè Ponti (48,62) - Antonio Djakovic (48,40)                     | 3:14,65 |       |
| 15  | 1     | 2      | Grecia                     | - Andreas Vazaios (48,65) - Kristian Gkolomeev (47,95) - Odysseus Meladinis (49,69) - Apostolos Christou (49,00) | 3:15,29 |       |
| 16  | 2     | 8      | Germania                   | - Damian Wierling (48,96) - Marius Kusch (48,71) - Christoph Fildebrandt (48,72) - Jan Eric Friese (48,95)       | 3:15,34 |       |

### Finala
| Loc | Culoar | Țară                       | Înotători                                                                                                   | Timp    | Note            |
| --- | ------ | -------------------------- | --- | ------- | --------------- |
| 1   | 5      | Statele Unite ale Americii | - Caeleb Dressel (47,26) - Blake Pieroni (47,58) - Bowe Becker (47,44) - Zach Apple (46,69)                 | 3:08,97 |                 |
| 2   | 4      | Italia                     | - Alessandro Miressi (47,72) - Thomas Ceccon (47,45) - Lorenzo Zazzeri (47,31) - Manuel Frigo (47,63)       | 3:10,11 | Record Național |
| 3   | 3      | Australia                  | - Matthew Temple (48,07) - Zac Incerti (47,55) - Alexander Graham (48,16) - Kyle Chalmers (46,44)           | 3:10,22 |                 |
| 4   | 1      | Canada                     | - Brent Hayden (47,99) - Joshua Liendo (47,51) - Yuri Kisil (47,15) - Markus Thormeyer (48,17)              | 3:10,82 | Record Național |
| 5   | 7      | Ungaria                    | - Kristóf Milák (48,24) - Szebasztián Szabó (47,44) - Richárd Bohus (47,81) - Nándor Németh (47,57)         | 3:11,06 | Record Național |
| 6   | 6      | Franța                     | - Maxime Grousset (47,52) - Florent Manaudou (47,62) - Clément Mignon (48,01) - Mehdy Metella (47,94)       | 3:11,09 |                 |
| 7   | 8      | COR                        | - Andrei Minakov (47,71) - Vladislav Grinev (47,94) - Vladimir Morozov (48,15) - Kliment Kolesnikov (48,40) | 3:12,20 |                 |
| 8   | 2      | Brazilia                   | - Breno Correia (48,69) - Pedro Spajari (48,24) - Gabriel Santos (48,76) - Marcelo Chierighini (47,72)      | 3:13,41 |                 |